# Arceau
Arceau település Franciaországban, Côte-d’Or megyében. Lakosainak száma 990 fő (2022. január 1.). Arceau Beire-le-Châtel, Arc-sur-Tille, Saint-Julien, Belleneuve, Brognon, Magny-Saint-Médard és Orgeux községekkel határos.

## Népesség
A település népességének változása:
| Lakosok száma | 356  | 456  | 526  | 620  | 779  | 840  | 897  | 966  | 987  | 990  |
|               | 1968 | 1982 | 1990 | 2006 | 2013 | 2015 | 2017 | 2019 | 2020 | 2022 |